# Centro de Treinamento Wilson Campos
O Centro de Treinamento Wilson Campos, também conhecido como CT da Guabiraba, é o local onde a equipe de futebol do Náutico realiza seus treinamentos. Sua construção iniciou-se em 1999, no que antes era um enorme terreno baldio, localizado no bairro da Guabiraba, em Recife.

## Homenagem
O Centro de treinamento leva o nome de Wilson de Queirós Campos, que foi presidente do Clube Náutico Capibaribe em 1964, num dos momentos mais gloriosos do Timbu, além de ter sido senador e deputado federal de Pernambuco.

## Reformas
Em 2009, o Náutico anunciou um novo campo de futebol com dimensões oficiais e com gramado com moderno sistema de drenagem e irrigação, feito pela Greenleaf, empresa especializada no setor de gramados esportivos, que já trabalhou no Engenhão e Maracanã.
Em agosto de 2011, foram inciadas obras para a criação de duas academias e nova sala de imprensa no CT Wilson Campos. A nova sala de imprensa do CT Wilson Campos foi inaugurada em janeiro de 2012.
Em setembro de 2012, o Náutico fechou uma parceria com a Odebrecht (atual Novonor), iniciando a construção de mais dois campos de futebol adicionais e um hotel, que terá 50 quartos e servirá como concentração para o clube. Ao todo, foram investidos R$ 5 milhões no CT.
Em maio de 2013, foi inaugurado o hotel com acomodações de primeiro mundo, como academia, cozinha industrial, salas de massagem, etc. Agora com cinco campos de futebol e dois em construção, o Náutico possui um dos melhores Centros de Treinamento do Nordeste e abrigou a Seleção Uruguaia, a Seleção Italiana e a Seleção Espanhola para a Copa das Confederações de 2013, sediada no Brasil.
Para a Copa do Mundo de 2014, o CT Wilson Campos foi sede de cinco seleções. Além da tetracampeã Itália, passaram pelo local as equipes da Costa do Marfim, dos Estados Unidos e da Croácia.

## Jogadores Revelados
O CT Wilson Campos ajudou o Náutico a revelar diversos jogadores que fizeram sucesso no futebol nacional e até mesmo em equipes do exterior. Alguns nomes de destaque que passaram pelo CT alvirrubro foram os de Jorge Henrique - campeão pernambucano em 2004 pelo Timbu e campeão mundial com o Corinthians -, e Douglas Santos (atualmente no Zenit e campeão olímpico pelo Brasil).
No acesso do Náutico para a Série B de 2020, alguns dos principais nomes do clube foram atletas da base, revelados pelo CT, como o lateral direito Hereda, o atacante Thiago, o zagueiro Diego Silva e o goleiro Jefferson.

## Endereço
BR-101 Norte, Km 10 – Guabiraba. CEP: 52091-530. Recife - Pernambuco